# Rotonda di Mosta
La Rotonda di Mosta (in maltese Ir-Rotunda tal-Mosta), ufficialmente Santuario Basilica di Santa Maria Assunta (Santwarju Bażilika ta’ Santa Marija ġewwa), è una chiesa della cittadina maltese di Mosta.

## Storia
Fu costruita nel XIX secolo sul sito di una chiesa precedente, su progetto dall'architetto Giorgio Grognet de Vassé. La sua cupola è, con un diametro di 37 metri, la quarta più grande d'Europa e la nona più grande del mondo.
Ad ispirare Grognet fu il Pantheon di Roma. La costruzione ebbe inizio nel maggio 1833 e fu completata nel 1860. La chiesa originaria fu lasciata al suo posto, mentre la Rotonda veniva edificata intorno ad essa, permettendo alla popolazione locale di avere un luogo di culto mentre la nuova chiesa era in costruzione.
Durante la Seconda guerra mondiale, nel corso di un'incursione aerea pomeridiana, una bomba da 200 kg fu sganciata da un aeromobile della Luftwaffe, trafiggendo la cupola e cadendo fra più di 300 fedeli in attesa della prima messa serale; l'ordigno tuttavia non esplose. Un modello che la riproduce è ora in mostra all'interno della Rotonda, sotto una scritta in maltese che recita "Il-Miraklu tal-Bomba, 9 ta' April 1942", che in italiano si traduce ne "Il Miracolo della Bomba, 9 aprile 1942" (quest'ultima è la data esatta dell'evento).
Una versione della storia afferma che, dopo l'apertura della bomba, venne accertato che essa era riempita di sabbia anziché del suo carico esplosivo e recava una nota scritta che portava i "saluti da Pilsen" da parte dei lavoratori della Škoda, fabbrica della Cecoslovacchia occupata dai nazisti (e allora conosciuta come Protettorato di Boemia e Moravia), che avevano sabotato la produzione.

## Altri progetti

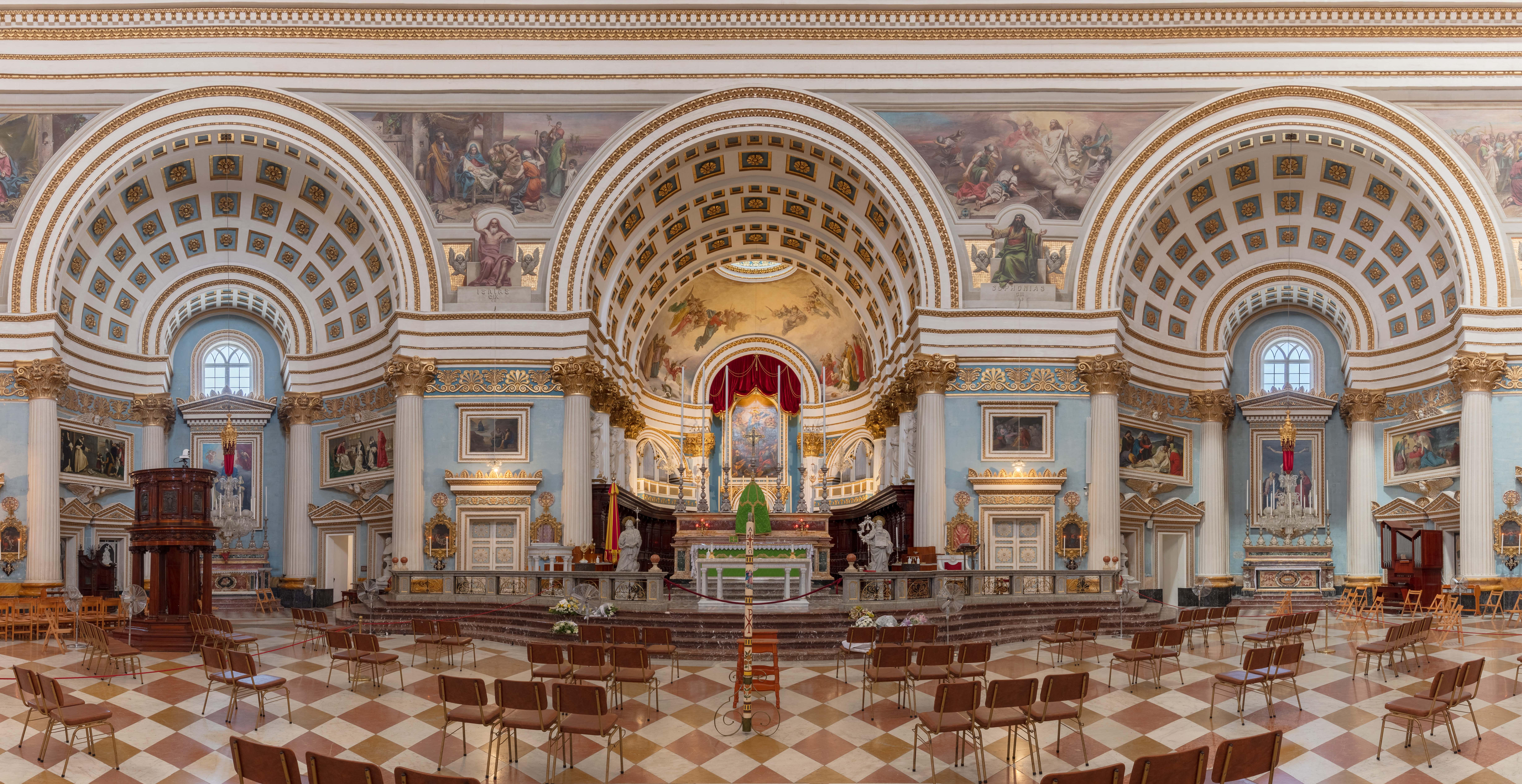
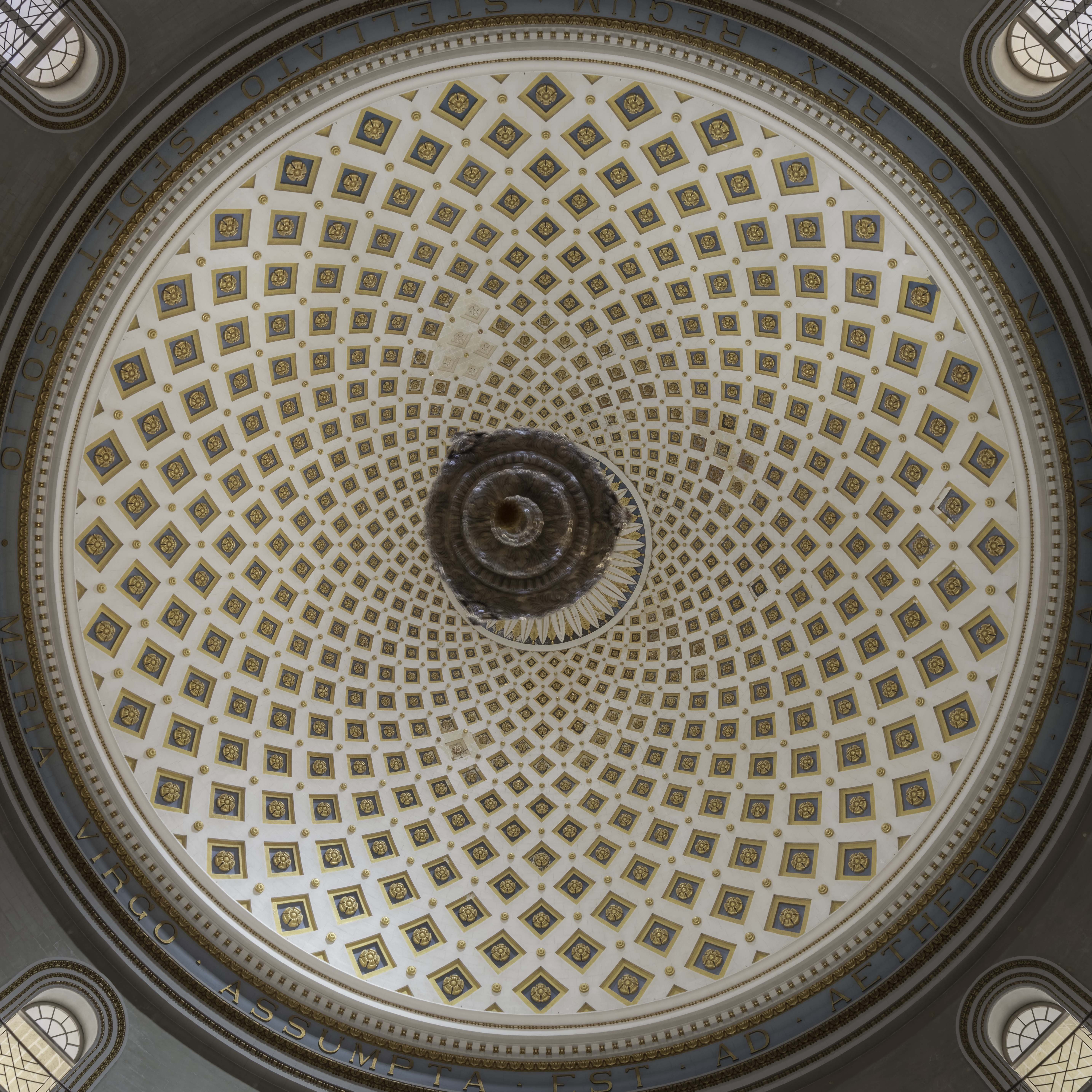